# Eugenio De Rossi
tEugenio De Rossi (Brescia, 12 de març de 1863 – Roma, 12 de juny de 1929) va ser un militar que pertanyia als bersaglieri i alhora agent secret italià que fou un protagonista clau durant algunes batalles de la Primera Guerra Mundial.